# Charonia
Charonia Gistel, 1847 è un genere di molluschi gasteropodi marini della sottoclasse Caenogastropoda, l'unico sopravvissuto della famiglia Charoniidae.

## Descrizione
Le specie del genere Charonia sono caratterizzate dalle notevoli dimensioni delle conchiglie, di aspetto fusiforme, solitamente biancastre con macchie marroni o gialle.
La conchiglia del tritone lucido (Charonia tritonis (Linnaeus, 1758)), che ha il suo areale nella regione biogeografica dell'Indo-Pacifico, può crescere fino a oltre mezzo metro di lunghezza.
Una specie leggermente più piccola (dimensione della conchiglia dai 100 ai 385 mm}, tuttavia ancora di ragguardevoli dimensioni, Charonia variegata (Lamarck, 1816), vive nell'Oceano Atlantico, rinvenuta nelle acque che vanno dagli Stati Uniti d'America continentali, più precisamente dalla Carolina del Nord, fino al Brasile.

## Distribuzione e habitat
Le specie Charonia abitano le acque temperate e tropicali di tutto il mondo.

## Tassonomia
Il genere comprende le seguenti specie:
- Charonia lampas (Linnaeus, 1758)
- Charonia marylenae Petuch & Berschauer, 2020
- Charonia seguenzae (Aradas & Benoit, 1872)
- Charonia tritonis (Linnaeus, 1758)
- Charonia variegata (Lamarck, 1816)

Sinonimi
- Charonia capax Finlay, 1926 sinonimo di Charonia lampas (Linnaeus, 1758)
- Charonia digitalis (Reeve, 1844) sinonimo di Maculotriton serriale (Deshayes, 1833)
- Charonia euclia Hedley, 1914 sinonimo di Charonia lampas (Linnaeus, 1758)
- Charonia grandimaculatus (Reeve, 1844) sinonimo di Lotoria grandimaculata (Reeve, 1844)
- Charonia maculosum (Gmelin, 1791) sinonimo di Colubraria maculosa (Gmelin, 1791) (combinatio nova)
- Charonia mirabilis Parenzan, 1970 sinonimo di Charonia lampas (Linnaeus, 1758)
- Charonia nodifera (Lamarck, 1822) sinonimo di Charonia lampas (Linnaeus, 1758)
- Charonia poecilostoma (Martens, 1904) sinonimo di Ranella gemmifera (Euthyme, 1889)
- Charonia powelli Cotton, 1957 sinonimo di Charonia lampas (Linnaeus, 1758)
- Charonia pustulata (Euthyme, 1889) sinonimo di Charonia lampas pustulata (Euthyme, 1889). a sua volta sinonimo di Charonia lampas (Linnaeus, 1758)
- Charonia rubicunda (Perry, 1811) sinonimo di Charonia lampas (Linnaeus, 1758)
- Charonia sauliae (Reeve, 1844) sinonimo di Charonia lampas (Linnaeus, 1758)
- Charonia variegatus Reeve sinonimo di Charonia variegata (Lamarck, 1816)

Alcune specie:

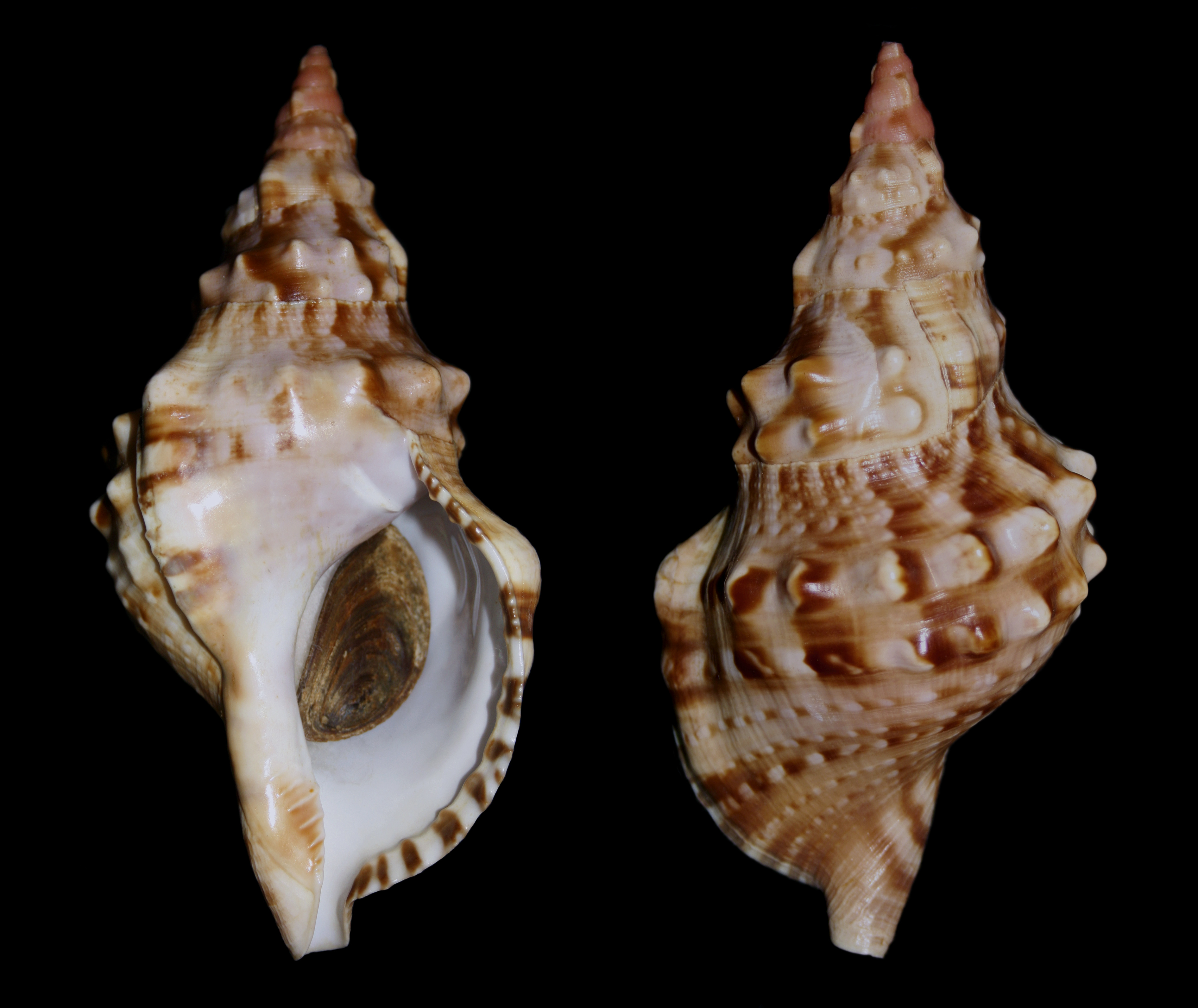
Charonia lampas
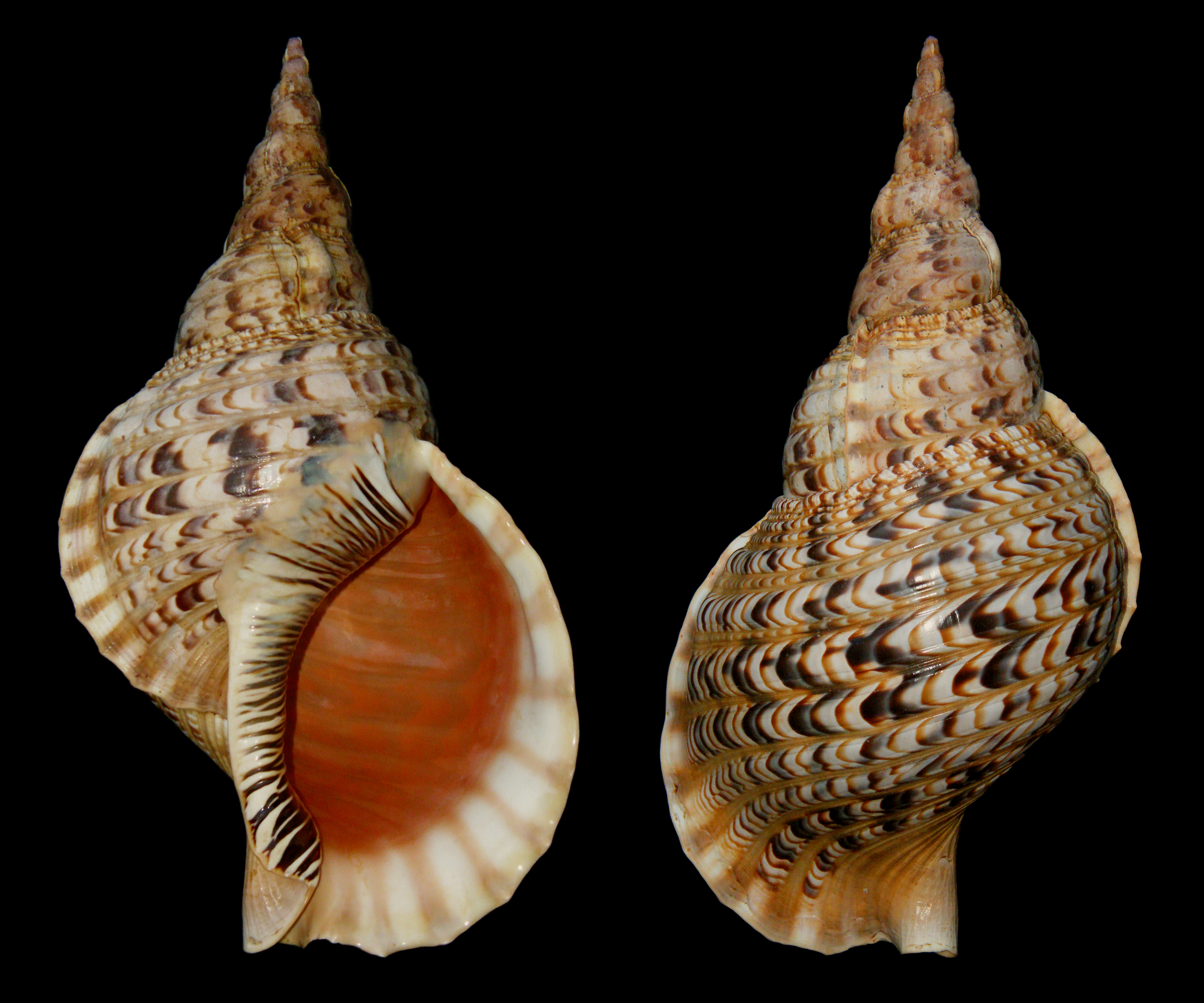
Charonia tritonis
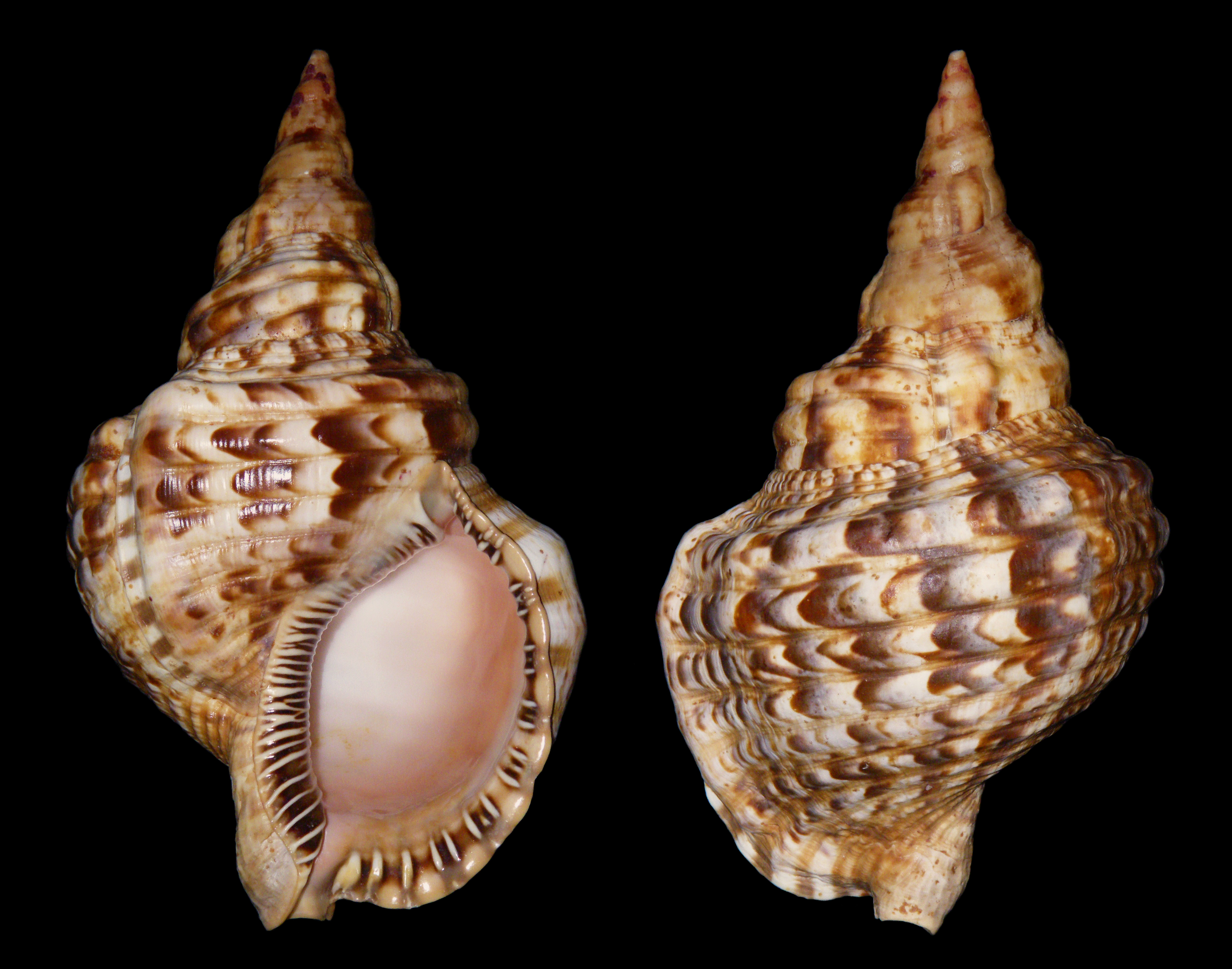
Charonia variegata